# Émile Fabre
Émile Fabre (Metz, 24 marzo 1869 – Parigi, 25 settembre 1955) è stato uno scrittore francese.
Fu direttore artistico della Comédie-Française dal 1915 al 1936.